# Svjetsko prvenstvo u rukometu – Katar 2015.
Svjetsko prvenstvo u rukometu 2015. je 24. Svjetsko rukometno prvenstvo u organizaciji Međunarodne rukometne federacije (IHF). Završni turnir prvi put je održan u Kataru, od 15. siječnja do 1. veljače 2015. godine. Kandidatura Katara odabrana je, u konkurenciji Norveške, Poljske i Francuske, nakon glasovanja Vijeća IHF-a 27. siječnja 2011. u Malmöu, Švedska.  Ovo je bio treći put da je Svjetsko prvenstvo održano na Bliskom istoku i u sjevernoj Africi, nakon Egipta 1999. i Tunisa 2005. godine.
Francuska je pobijedila u finalu protiv Katara 25:22 i osvojila svoj peti naslov, dok je Katar, koji se kao domaćin plasirao automatski, osvojio svoju prvu rukometnu medalju uopće. Poljska je osvojila brončanu medalju pobijedivši branitelja naslova Španjolsku 29:28 nakon produžetaka. Danska je peto mjesto osigurala pobjedom protiv Hrvatske koja je završila šesta i tako ostvarila najlošiji rezultat u proteklih 13 godina međunarodnog rukometnog natjecanja

## Gradovi domaćini i dvorane
Utakmice turnira igrale su se u Dohi i u novostvorenom gradu Lusailu.
Za turnir su izgrađena tri nova športska objekta:
- Lusail Sports Arena[5] u gradu Lusailu: s kapacitetom od 15.300 mjesta, dvorana Lusail postala je glavno mjesto turnira. Dvorana je otvorena u studenom 2014. godine.
- Ali Bin Hamad Al Attiya Arena u četvrti al-Sadd u Dohi s kapacitetom od 7700 mjesta. Dvorana je dio sportskog kompleksa al-Sadd Club.
- Duhail Handball Sports Hall u okrugu Duhail u Dohi s kapacitetom od 5500 mjesta. Dvorana je dio kompleksa Katarskog rukometnog saveza.

| Lusail              | Doha                          | Doha                        | LusailDoha |
| Lusail Sports Arena | Ali Bin Hamad Al Attiya Arena | Duhail Handball Sports Hall | LusailDoha |
| Kapacitet: 15.300   | Kapacitet: 7.700              | Kapacitet: 5.500            | LusailDoha |
|                     |                               |                             | LusailDoha |

## Kvalificirane momčadi
| Država              | Kvalificirala se kao                                  | Datum kvalifikacije | Prijašnji nastupi |
| ------------------- | ----------------------------------------------------- | ------------------- | --- |
| Katar               | Domaćin                                               | 27. siječnja 2011.  | 4 (2003., 2005., 2007., 2013.) |
| Španjolska          | Pobjednik SP 2013.                                    | 27. siječnja 2013.  | 17 (1958., 1974., 1978., 1982., 1986., 1990., 1993., 1995., 1997., 1999., 2001., 2003., 2005., 2007., 2009., 2011., 2013.)                             |
| Danska              | Polufinalist EP 2014.                                 | 22. siječnja 2014.  | 20 (1938., 1954., 1958., 1961., 1964., 1967., 1970., 1974., 1978., 1982., 1986., 1993., 1995., 1999., 2003., 2005., 2007., 2009., 2011., 2013.)        |
| Francuska           | Polufinalist EP 2014.                                 | 22. siječnja 2014.  | 16 (1954., 1961., 1970., 1978., 1990., 1993., 1995., 1997., 1999., 2001., 2003., 2005., 2007., 2009., 2011., 2013.)                                    |
| Hrvatska            | Polufinalist EP 2014.                                 | 22. siječnja 2014.  | 10 (1995., 1997., 1999., 2001., 2003., 2005., 2007., 2009., 2011., 2013.)                                                                              |
| Alžir               | Pobjednik Afričkog rukometnog prvenstva 2014.         | 24. siječnja 2014.  | 13 (1974., 1982., 1986., 1990., 1995., 1997., 1999., 2001., 2003., 2005., 2009., 2011., 2013.)                                                         |
| Tunis               | Finalist Afričkog rukometnog prvenstva 2014.          | 24. siječnja 2014.  | 11 (1967., 1995., 1997., 1999., 2001., 2003., 2005., 2007., 2009., 2011., 2013.)                                                                       |
| Egipat              | Trećeplasirani na Afričkom rukometnom prvenstvu 2014. | 25. siječnja 2014.  | 12 (1964., 1993., 1995., 1997., 1999., 2001., 2003., 2005., 2007., 2009., 2011., 2013.)                                                                |
| Bahrein             | Polufinalist na Azijskom rukometnom prvenstvu 2014.   | 1. veljače 2014.    | 1 (2011.) |
| Iran                | Polufinalist na Azijskom rukometnom prvenstvu 2014.   | 2. veljače 2014.    | 0 (debitant) |
| UAE                 | Polufinalist na Azijskom rukometnom prvenstvu 2014.   | 3. veljače 2014.    | 0 (debitant) |
| Australija          | Pobjednik Oceania rukometnog prvenstva 2014.          | 26. travnja 2014.   | 7 (1999., 2003., 2005., 2007., 2009., 2011., 2013.) |
| Češka               | Europske kvalifikacije                                | 14. lipnja 2014.    | 5 (1995., 1997., 2001., 2005., 2007.) |
| Rusija              | Europske kvalifikacije                                | 14. lipnja 2014.    | 10 (1993., 1995., 1997., 1999., 2001., 2003., 2005., 2007., 2009., 2013.)                                                                              |
| Austrija            | Europske kvalifikacije                                | 14. lipnja 2014.    | 4 (1938., 1958., 1993., 2011.) |
| Poljska             | Europske kvalifikacije                                | 14. lipnja 2014.    | 13 (1958., 1967., 1970., 1974., 1978., 1982., 1986., 1990., 2003., 2007., 2009., 2011., 2013.)                                                         |
| Švedska             | Europske kvalifikacije                                | 15. lipnja 2014.    | 21 (1938., 1954., 1958., 1961., 1964., 1967., 1970., 1974., 1978., 1982., 1986., 1990., 1993., 1995., 1997., 1999., 2001., 2003., 2005., 2009., 2011.) |
| Bjelorusija         | Europske kvalifikacije                                | 15. lipnja 2014.    | 2 (1995., 2013.) |
| Slovenija           | Europske kvalifikacije                                | 15. lipnja 2014.    | 6 (1995., 2001., 2003., 2005., 2007., 2013.) |
| Bosna i Hercegovina | Europske kvalifikacije                                | 15. lipnja 2014.    | 0 (debitant) |
| Sjeverna Makedonija | Europske kvalifikacije                                | 15. lipnja 2014.    | 3 (1999., 2009., 2013.) |
| Argentina           | Finalist Panameričkog prvenstva 2014.                 | 28. lipnja 2014.    | 9 (1997., 1999., 2001., 2003., 2005., 2007., 2009., 2011., 2013.)                                                                                      |
| Brazil              | Finalist Panameričkog prvenstva 2014.                 | 28. lipnja 2014.    | 11 (1958., 1995., 1997., 1999., 2001., 2003., 2005., 2007., 2009., 2011., 2013.)                                                                       |
| Čile                | Trećeplasirani Panameričkog prvenstva 2014.           | 29. lipnja 2014.    | 2 (2011., 2013.) |
| Njemačka            | Pozivnica                                             | 8. srpnja 2014.     | 21 (1938., 1954., 1958., 1961., 1964., 1967., 1970., 1974., 1978., 1982., 1986., 1993., 1995., 1999., 2001., 2003., 2005., 2007., 2009., 2011., 2013.) |
| Island              | Pozivnica                                             | 21. studenog 2014.  | 17 (1958., 1961., 1964., 1970., 1974., 1978., 1986., 1990., 1993., 1995., 1997., 2001., 2003., 2005., 2007., 2011., 2013.)                             |
| Saudijska Arabija   | Pozivnica                                             | 21. studenog 2014.  | 6 (1997., 1999., 2001., 2003., 2009., 2013.) |

1 Podebljane godine označavaju osvajanje prvenstva

## Ždrijeb
Ždrijeb reprezentacija po grupama je održan 20. srpnja 2014. u Dohi u 21:30 po lokalnom vremenu.
Nositelji su objavljeni 11. srpnja 2014.
| Šešir 1                                      | Šešir 2                                               | Šešir 3                                        | Šešir 4                                      | Šešir 5                                                 | Šešir 6                                              |
| -------------------------------------------- | ----------------------------------------------------- | ---------------------------------------------- | -------------------------------------------- | ------------------------------------------------------- | ---------------------------------------------------- |
| - Španjolska - Francuska - Danska - Hrvatska | - Bosna i Hercegovina - Poljska - Švedska - Slovenija | - Rusija - Katar - Sjeverna Makedonija - Alžir | - Austrija - Argentina - Bjelorusija - Češka | - Tunis - Egipat - Brazil - Bahrein → Saudijska Arabija | - Iran - UAE → Island - Čile - Australija → Njemačka |

## Prva faza natjecanja

### Skupina A
|  | Momčad se kvalificirala u drugi krug |
|  | Momčad igra utakmice za plasman      |

|    | Reprezentacija | Bod. | Ut. | Pob. | N. | Por. | Pos. | Pri. | RP  |
| -- | -------------- | ---- | --- | ---- | -- | ---- | ---- | ---- | --- |
| 1. | Španjolska     | 10   | 5   | 5    | 0  | 0    | 162  | 127  | +35 |
| 2. | Katar          | 8    | 5   | 4    | 0  | 1    | 137  | 122  | +15 |
| 3. | Slovenija      | 6    | 5   | 3    | 0  | 2    | 160  | 145  | +15 |
| 4. | Brazil         | 4    | 5   | 2    | 0  | 3    | 146  | 143  | +3  |
| 5. | Bjelorusija    | 2    | 5   | 1    | 0  | 4    | 147  | 155  | -8  |
| 6. | Čile           | 0    | 5   | 0    | 0  | 5    | 104  | 164  | -60 |

| 15. siječnja 2015. 18:30 | Katar                   | 28:23   | Brazil    | Lusail Sports Arena Gledatelji: 11.500 Suci: Milošević, Gubica (Hrvatska) |
| 15. siječnja 2015. 18:30 | Hassab Alla, Marković 6 | (15:12) | Chiuffa 6 | Lusail Sports Arena Gledatelji: 11.500 Suci: Milošević, Gubica (Hrvatska) |
| 15. siječnja 2015. 18:30 | 4× 3×                   |         | 5× 3× 1×  | Lusail Sports Arena Gledatelji: 11.500 Suci: Milošević, Gubica (Hrvatska) |

| 16. siječnja 2015. 15:00 | Španjolska             | 38:33   | Bjelorusija | Duhail Handball Sports Hall Gledatelji: 1.200 Suci: Novotný, Horáček (Češka) |
| 16. siječnja 2015. 15:00 | Aguinagalde, Maqueda 6 | (21:17) | Tsitou 5    | Duhail Handball Sports Hall Gledatelji: 1.200 Suci: Novotný, Horáček (Češka) |
| 16. siječnja 2015. 15:00 | 2× 3×                  |         | 3× 2×       | Duhail Handball Sports Hall Gledatelji: 1.200 Suci: Novotný, Horáček (Češka) |

| 16. siječnja 2015. 15:00 | Slovenija | 36:23   | Čile       | Al Bin Hamad Al Attiya Arena Gledatelji: 1.500 Suci: Rashed, El-Sayed (Egipat) |
| 16. siječnja 2015. 15:00 | Gajič 9   | (16:14) | Salinas 10 | Al Bin Hamad Al Attiya Arena Gledatelji: 1.500 Suci: Rashed, El-Sayed (Egipat) |
| 16. siječnja 2015. 15:00 | 8× 3×     |         | 6× 1×      | Al Bin Hamad Al Attiya Arena Gledatelji: 1.500 Suci: Rashed, El-Sayed (Egipat) |

| 17. siječnja 2015. 15:00 | Brazil            | 27:29   | Španjolska | Duhail Handball Sports Hall Gledatelji: 800 Suci: Nachevski, Nikolov (Makedonija) |
| 17. siječnja 2015. 15:00 | Ribeiro, Toledo 5 | (14:15) | Caňellas 9 | Duhail Handball Sports Hall Gledatelji: 800 Suci: Nachevski, Nikolov (Makedonija) |
| 17. siječnja 2015. 15:00 | 5× 4×             |         | 2× 3×      | Duhail Handball Sports Hall Gledatelji: 800 Suci: Nachevski, Nikolov (Makedonija) |

| 17. siječnja 2015. 15:00 | Bjelorusija | 29:34  | Slovenija | Lusail Sports Arena Gledatelji: 4.000 Suci: Krichen, Makhlouf (Tunis) |
| 17. siječnja 2015. 15:00 | Rutenka 6   | (8:17) | Gajič 15  | Lusail Sports Arena Gledatelji: 4.000 Suci: Krichen, Makhlouf (Tunis) |
| 17. siječnja 2015. 15:00 | 5× 3×       |        | 8× 4× 1×  | Lusail Sports Arena Gledatelji: 4.000 Suci: Krichen, Makhlouf (Tunis) |

| 17. siječnja 2015. 17:00 | Čile    | 20:27  | Katar       | Lusail Sports Arena Gledatelji: 4.500 Suci: Reveret, Pichon (Francuska) |
| 17. siječnja 2015. 17:00 | Oneto 5 | (9:15) | Marković 11 | Lusail Sports Arena Gledatelji: 4.500 Suci: Reveret, Pichon (Francuska) |
| 17. siječnja 2015. 17:00 | 5× 3×   |        | 2× 3×       | Lusail Sports Arena Gledatelji: 4.500 Suci: Reveret, Pichon (Francuska) |

| 19. siječnja 2015. 15:00 | Španjolska | 37:16  | Čile             | Duhail Handball Sports Hall Gledatelji: 500 Suci: Lee, Koo (Koreja) |
| 19. siječnja 2015. 15:00 | Rivera 7   | (14:7) | Araya, Frelijj 3 | Duhail Handball Sports Hall Gledatelji: 500 Suci: Lee, Koo (Koreja) |
| 19. siječnja 2015. 15:00 | 3×         |        | 1× 4×            | Duhail Handball Sports Hall Gledatelji: 500 Suci: Lee, Koo (Koreja) |

| 19. siječnja 2015. 15:00 | Bjelorusija                        | 29:34   | Brazil    | Lusail Sports Arena Gledatelji: 3.000 Suci: Rashed, El-Sayed (Egipat) |
| 19. siječnja 2015. 15:00 | S.Rutenka, D.Rutenka, Nikulenkau 6 | (12:16) | Ribeiro 9 | Lusail Sports Arena Gledatelji: 3.000 Suci: Rashed, El-Sayed (Egipat) |
| 19. siječnja 2015. 15:00 | 5× 3×                              |         | 5× 4×     | Lusail Sports Arena Gledatelji: 3.000 Suci: Rashed, El-Sayed (Egipat) |

| 19. siječnja 2015. 17:00 | Slovenija | 29:31   | Katar     | Lusail Sports Arena Gledatelji: 9.500 Suci: Gjeding, Hansen (Danska) |
| 19. siječnja 2015. 17:00 | Dolenc 8  | (15:18) | Capote 12 | Lusail Sports Arena Gledatelji: 9.500 Suci: Gjeding, Hansen (Danska) |
| 19. siječnja 2015. 17:00 | 7× 3×     |         | 5× 4×     | Lusail Sports Arena Gledatelji: 9.500 Suci: Gjeding, Hansen (Danska) |

| 21. siječnja 2015. 15:00 | Slovenija | 35:32   | Brazil    | Duhail Handball Sports Hall Gledatelji: 500 Suci: Reveret, Pichon (Francuska) |
| 21. siječnja 2015. 15:00 | Gajič 12  | (19:18) | Ribeiro 7 | Duhail Handball Sports Hall Gledatelji: 500 Suci: Reveret, Pichon (Francuska) |
| 21. siječnja 2015. 15:00 | 5× 2×     |         | 5× 3×     | Duhail Handball Sports Hall Gledatelji: 500 Suci: Reveret, Pichon (Francuska) |

| 21. siječnja 2015. 15:00 | Čile        | 23:34   | Bjelorusija            | Lusail Sports Arena Gledatelji: 800 Suci: Hizaki, Ikebuchi (Japan) |
| 21. siječnja 2015. 15:00 | R.Salinas 6 | (11:14) | Pukhouski, S.Rutenka 8 | Lusail Sports Arena Gledatelji: 800 Suci: Hizaki, Ikebuchi (Japan) |
| 21. siječnja 2015. 15:00 | 7× 2× 1×    |         | 5× 3×                  | Lusail Sports Arena Gledatelji: 800 Suci: Hizaki, Ikebuchi (Japan) |

| 21. siječnja 2015. 17:00 | Katar       | 25:28  | Španjolska     | Lusail Sports Arena Gledatelji: 12.400 Suci: Nikolić, Stojković (Srbija) |
| 21. siječnja 2015. 17:00 | Marković 10 | (10:8) | Rivera Floch 7 | Lusail Sports Arena Gledatelji: 12.400 Suci: Nikolić, Stojković (Srbija) |
| 21. siječnja 2015. 17:00 | 1× 2×       |        | 5× 3×          | Lusail Sports Arena Gledatelji: 12.400 Suci: Nikolić, Stojković (Srbija) |

| 23. siječnja 2015. 15:00 | Brazil          | 30:22   | Čile                                         | Lusail Sports Arena Gledatelji: 2.500 Suci: Krichen, Makhlouf (Tunis) |
| 23. siječnja 2015. 15:00 | Pacheco Filho 7 | (12:13) | Diaz, E. Salinas, Araya, R. Salinas, Oneto 3 | Lusail Sports Arena Gledatelji: 2.500 Suci: Krichen, Makhlouf (Tunis) |
| 23. siječnja 2015. 15:00 | 5× 1×           |         | 7× 4× 1×                                     | Lusail Sports Arena Gledatelji: 2.500 Suci: Krichen, Makhlouf (Tunis) |

| 23. siječnja 2015. 15:00 | Španjolska     | 30:26   | Slovenija                      | Duhail Handball Sports Hall Gledatelji: 1.000 Suci: Geipel, Helbig (Njemačka) |
| 23. siječnja 2015. 15:00 | Rivera Folch 6 | (14:10) | Natek, Dolenc, Bezjak, Gajič 4 | Duhail Handball Sports Hall Gledatelji: 1.000 Suci: Geipel, Helbig (Njemačka) |
| 23. siječnja 2015. 15:00 | 2× 3× 1×       |         | 5× 3×                          | Duhail Handball Sports Hall Gledatelji: 1.000 Suci: Geipel, Helbig (Njemačka) |

| 23. siječnja 2015. 17:00 | Katar      | 26:22  | Bjelorusija | Lusail Sports Arena Gledatelji: 10.000 Suci: Novotný, Horáček (Češka) |
| 23. siječnja 2015. 17:00 | Marković 9 | (7:12) | D.Rutenka 7 | Lusail Sports Arena Gledatelji: 10.000 Suci: Novotný, Horáček (Češka) |
| 23. siječnja 2015. 17:00 | 3× 2×      |        | 6× 4×       | Lusail Sports Arena Gledatelji: 10.000 Suci: Novotný, Horáček (Češka) |

### Skupina B
|  | Momčad se kvalificirala u drugi krug |
|  | Momčad igra utakmice za plasman      |

|    | Reprezentacija      | Bod. | Ut. | Pob. | N. | Por. | Pos. | Pri. | RP  |
| -- | ------------------- | ---- | --- | ---- | -- | ---- | ---- | ---- | --- |
| 1. | Hrvatska            | 10   | 5   | 5    | 0  | 0    | 158  | 124  | +34 |
| 2. | Sjeverna Makedonija | 8    | 5   | 4    | 0  | 1    | 153  | 138  | +15 |
| 3. | Austrija            | 5    | 5   | 2    | 1  | 2    | 147  | 140  | +7  |
| 4. | Tunis               | 5    | 5   | 2    | 1  | 2    | 132  | 133  | -1  |
| 5. | Bosna i Hercegovina | 2    | 5   | 1    | 0  | 4    | 118  | 128  | -10 |
| 6. | Iran                | 0    | 5   | 0    | 0  | 5    | 127  | 172  | -45 |

| 16. siječnja 2015. 13:00 | Bosna i Hercegovina | 30:25   | Iran     | Lusail Sports Arena Gledatelji: 3.000 Suci: Koo, Lee (Južna Koreja) |
| 16. siječnja 2015. 13:00 | Čelica 6            | (12:16) | Esteki 7 | Lusail Sports Arena Gledatelji: 3.000 Suci: Koo, Lee (Južna Koreja) |
| 16. siječnja 2015. 13:00 | 8× 3×               |         | 8× 4×    | Lusail Sports Arena Gledatelji: 3.000 Suci: Koo, Lee (Južna Koreja) |

| 16. siječnja 2015. 15:00 | Sjeverna Makedonija | 33:25   | Tunis    | Lusail Sports Arena Gledatelji: 5.000 Suci: Geipel, Helbig (Njemačka) |
| 16. siječnja 2015. 15:00 | Lazarov 10          | (18:14) | Tej 6    | Lusail Sports Arena Gledatelji: 5.000 Suci: Geipel, Helbig (Njemačka) |
| 16. siječnja 2015. 15:00 | 7× 3×               |         | 7× 4× 1× | Lusail Sports Arena Gledatelji: 5.000 Suci: Geipel, Helbig (Njemačka) |

| 16. siječnja 2015. 17:00 | Hrvatska | 32:30   | Austrija          | Duhail Handball Sports Hall Gledatelji: 750 Suci: Gatelis, Mažeika (Litva) |
| 16. siječnja 2015. 17:00 | Čupić 11 | (16:13) | Szilágyi, Weber 7 | Duhail Handball Sports Hall Gledatelji: 750 Suci: Gatelis, Mažeika (Litva) |
| 16. siječnja 2015. 17:00 | 6× 3×    |         | 7× 4× 1×          | Duhail Handball Sports Hall Gledatelji: 750 Suci: Gatelis, Mažeika (Litva) |

| 17. siječnja 2015. 17:00 | Tunis     | 25:28   | Hrvatska | Duhail Handball Sports Hall Gledatelji: 4.000 Suci: López, Ramírez (Španjolska) |
| 17. siječnja 2015. 17:00 | Bannour 9 | (13:14) | Čupić 8  | Duhail Handball Sports Hall Gledatelji: 4.000 Suci: López, Ramírez (Španjolska) |
| 17. siječnja 2015. 17:00 | 6× 3×     |         | 5× 3×    | Duhail Handball Sports Hall Gledatelji: 4.000 Suci: López, Ramírez (Španjolska) |

| 17. siječnja 2015. 17:00 | Iran     | 31:33   | Sjeverna Makedonija | Ali Bin Hamad Al Attiya Arena Gledatelji: 1.000 Suci: Al-Suwaidi, Bamutref |
| 17. siječnja 2015. 17:00 | Esteki 9 | (17:19) | Lazarov 9           | Ali Bin Hamad Al Attiya Arena Gledatelji: 1.000 Suci: Al-Suwaidi, Bamutref |
| 17. siječnja 2015. 17:00 | 7× 4× 1× |         | 7× 2×               | Ali Bin Hamad Al Attiya Arena Gledatelji: 1.000 Suci: Al-Suwaidi, Bamutref |

| 17. siječnja 2015. 19:00 | Austrija          | 23:21   | Bosna i Hercegovina | Ali Bin Hamad Al Attiya Arena Gledatelji: 1.000 Suci: Menezes, Pinto (Brazil) |
| 17. siječnja 2015. 19:00 | Szilágyi, Weber 4 | (11:12) | Malinović 6         | Ali Bin Hamad Al Attiya Arena Gledatelji: 1.000 Suci: Menezes, Pinto (Brazil) |
| 17. siječnja 2015. 19:00 | 8× 3×             |         | 6× 4× 1×            | Ali Bin Hamad Al Attiya Arena Gledatelji: 1.000 Suci: Menezes, Pinto (Brazil) |

| 19. siječnja 2015. 17:00 | Bosna i Hercegovina | 22:25   | Sjeverna Makedonija | Ali Bin Hamad Al Attiya Arena Gledatelji: 2.000 Suci: Gatelis, Mažeika (Litva) |
| 19. siječnja 2015. 17:00 | Burić, Malinović 4  | (11:13) | Manaskov 6          | Ali Bin Hamad Al Attiya Arena Gledatelji: 2.000 Suci: Gatelis, Mažeika (Litva) |
| 19. siječnja 2015. 17:00 | 5× 2×               |         | 6× 3× 1×            | Ali Bin Hamad Al Attiya Arena Gledatelji: 2.000 Suci: Gatelis, Mažeika (Litva) |

| 19. siječnja 2015. 17:00 | Hrvatska  | 41:22   | Iran       | Duhail Handball Sports Hall Gledatelji: 500 Suci: Geipel, Helbig (Njemačka) |
| 19. siječnja 2015. 17:00 | Horvat 12 | (19:13) | S.Esteki 8 | Duhail Handball Sports Hall Gledatelji: 500 Suci: Geipel, Helbig (Njemačka) |
| 19. siječnja 2015. 17:00 | 3× 2×     |         | 3× 1×      | Duhail Handball Sports Hall Gledatelji: 500 Suci: Geipel, Helbig (Njemačka) |

| 19. siječnja 2015 19:00 | Austrija | 25:25   | Tunis        | Ali Bin Hamad Al Attiya Arena Gledatelji: 4.500 Suci: Nikolić, Stojković (Srbija) |
| 19. siječnja 2015 19:00 | Weber 8  | (14:15) | Sanaï, Tej 5 | Ali Bin Hamad Al Attiya Arena Gledatelji: 4.500 Suci: Nikolić, Stojković (Srbija) |
| 19. siječnja 2015 19:00 | 4× 3×    |         | 5× 3×        | Ali Bin Hamad Al Attiya Arena Gledatelji: 4.500 Suci: Nikolić, Stojković (Srbija) |

| 21. siječnja 2015. 15:00 | Iran       | 26:38   | Austrija | Ali Bin Hamad Al Attiya Arena Gledatelji: 500 Suci: Rashed, El-Sayed (Egipat) |
| 21. siječnja 2015. 15:00 | S.Esteki 7 | (13:18) | Santos 8 | Ali Bin Hamad Al Attiya Arena Gledatelji: 500 Suci: Rashed, El-Sayed (Egipat) |
| 21. siječnja 2015. 15:00 | 5× 1×      |         | 5× 3×    | Ali Bin Hamad Al Attiya Arena Gledatelji: 500 Suci: Rashed, El-Sayed (Egipat) |

| 21. siječnja 2015. 17:00 | Bosna i Hercegovina | 24:27   | Tunis       | Ali Bin Hamad Al Attiya Arena Gledatelji: 5.500 Suci: Santos, Fonseca (Portugal) |
| 21. siječnja 2015. 17:00 | Malinović 5         | (14:15) | Boughanmi 7 | Ali Bin Hamad Al Attiya Arena Gledatelji: 5.500 Suci: Santos, Fonseca (Portugal) |
| 21. siječnja 2015. 17:00 | 6× 4×               |         | 5× 4×       | Ali Bin Hamad Al Attiya Arena Gledatelji: 5.500 Suci: Santos, Fonseca (Portugal) |

| 21. siječnja 2015. 17:00 | Sjeverna Makedonija | 26:29   | Hrvatska | Duhail Handball Sports Hall Gledatelji: 2.000 Suci: Novotný, Horáček (Češka) |
| 21. siječnja 2015. 17:00 | Lazarov 7           | (14:15) | Čupić 9  | Duhail Handball Sports Hall Gledatelji: 2.000 Suci: Novotný, Horáček (Češka) |
| 21. siječnja 2015. 17:00 | 6× 4×               |         | 6× 4×    | Duhail Handball Sports Hall Gledatelji: 2.000 Suci: Novotný, Horáček (Češka) |

| 23. siječnja 2015. 15:00 | Tunis    | 30:23   | Iran       | Ali Bin Hamad Al Attiya Arena Gledatelji: 4.500 Suci: Kliko, Johansson (Švedska) |
| 23. siječnja 2015. 15:00 | Touati 7 | (12:12) | Karamian 4 | Ali Bin Hamad Al Attiya Arena Gledatelji: 4.500 Suci: Kliko, Johansson (Švedska) |
| 23. siječnja 2015. 15:00 | 3× 4×    |         | 5× 1×      | Ali Bin Hamad Al Attiya Arena Gledatelji: 4.500 Suci: Kliko, Johansson (Švedska) |

| 23. siječnja 2015 17:00 | Sjeverna Makedonija | 36:31   | Austrija | Ali Bin Hamad Al Attiya Arena Gledatelji: 1.000 Suci: Gjeding, Hansen (Danska) |
| 23. siječnja 2015 17:00 | Lazarov 9           | (16:16) | Weber 8  | Ali Bin Hamad Al Attiya Arena Gledatelji: 1.000 Suci: Gjeding, Hansen (Danska) |
| 23. siječnja 2015 17:00 | 5× 2×               |         | 7× 2× 1× | Ali Bin Hamad Al Attiya Arena Gledatelji: 1.000 Suci: Gjeding, Hansen (Danska) |

| 23. siječnja 2015. 17:00 | Hrvatska  | 28:21  | Bosna i Hercegovina | Duhail Handball Sports Hall Gledatelji: 800 Suci: Reveret, Pichon (Francuska) |
| 23. siječnja 2015. 17:00 | Karačić 6 | (17:8) | Toromanović 7       | Duhail Handball Sports Hall Gledatelji: 800 Suci: Reveret, Pichon (Francuska) |
| 23. siječnja 2015. 17:00 | 4× 3×     |        | 6× 2× 1×            | Duhail Handball Sports Hall Gledatelji: 800 Suci: Reveret, Pichon (Francuska) |

### Skupina C
|  | Momčad se kvalificirala u drugi krug |
|  | Momčad igra utakmice za plasman      |

|    | Reprezentacija | Bod. | Ut. | Pob. | N. | Por. | Pos. | Pri. | RP  |
| -- | -------------- | ---- | --- | ---- | -- | ---- | ---- | ---- | --- |
| 1. | Francuska      | 9    | 5   | 4    | 1  | 0    | 143  | 128  | +15 |
| 2. | Švedska        | 7    | 5   | 3    | 1  | 1    | 137  | 109  | +28 |
| 3. | Island         | 5    | 5   | 2    | 1  | 1    | 127  | 135  | -8  |
| 4. | Egipat         | 5    | 5   | 2    | 1  | 2    | 135  | 125  | +10 |
| 5. | Češka          | 4    | 5   | 2    | 0  | 3    | 145  | 138  | +7  |
| 6. | Alžir          | 0    | 5   | 0    | 0  | 5    | 109  | 161  | -52 |

| 16. siječnja 2015. 17:00 | Alžir      | 20:34  | Egipat | Ali Bin Hamad Al Attiya Arena Gledatelji: 5.500 Suci: López, Ramírez (Španjolska) |
| 16. siječnja 2015. 17:00 | Kaabeche 6 | (9:17) | Issa 5 | Ali Bin Hamad Al Attiya Arena Gledatelji: 5.500 Suci: López, Ramírez (Španjolska) |
| 16. siječnja 2015. 17:00 | 6× 3×      |        | 7× 3×  | Ali Bin Hamad Al Attiya Arena Gledatelji: 5.500 Suci: López, Ramírez (Španjolska) |

| 16. siječnja 2015. 19:00 | Francuska           | 30:27   | Češka     | Duhail Handball Sports Hall Gledatelji: 1.800 Suci: Gjeding, Hansen (Danska) |
| 16. siječnja 2015. 19:00 | Guigou, Karabatić 7 | (16:12) | Horák 8   | Duhail Handball Sports Hall Gledatelji: 1.800 Suci: Gjeding, Hansen (Danska) |
| 16. siječnja 2015. 19:00 | 6× 2×               |         | 10× 3× 1× | Duhail Handball Sports Hall Gledatelji: 1.800 Suci: Gjeding, Hansen (Danska) |

| 16. siječnja 2015. 19:00 | Švedska  | 24:16  | Island    | Ali Bin Hamad Al Attiya Arena Gledatelji: 1.000 Suci: Menezes, Pinto (Brazil) |
| 16. siječnja 2015. 19:00 | Ekberg 7 | (12:7) | Atlason 5 | Ali Bin Hamad Al Attiya Arena Gledatelji: 1.000 Suci: Menezes, Pinto (Brazil) |
| 16. siječnja 2015. 19:00 | 7× 3×    |        | 6× 3×     | Ali Bin Hamad Al Attiya Arena Gledatelji: 1.000 Suci: Menezes, Pinto (Brazil) |

| 18. siječnja 2015. 17:00 | Island       | 32:34   | Alžir     | Ali Bin Hamad Al Attiya Arena Gledatelji: 2.000 Suci: Milošević, Gubica (Hrvatska) |
| 18. siječnja 2015. 17:00 | Sigurðsson 8 | (12:13) | Berkous 5 | Ali Bin Hamad Al Attiya Arena Gledatelji: 2.000 Suci: Milošević, Gubica (Hrvatska) |
| 18. siječnja 2015. 17:00 | 6× 3× 1×     |         | 3× 4×     | Ali Bin Hamad Al Attiya Arena Gledatelji: 2.000 Suci: Milošević, Gubica (Hrvatska) |

| 18. siječnja 2015. 19:00 | Češka          | 22:36   | Švedska      | Ali Bin Hamad Al Attiya Arena Gledatelji: 1.000 Suci: Geipel, Helbig (Njemačka) |
| 18. siječnja 2015. 19:00 | Babák, Sobol 5 | (10:19) | Andersson 10 | Ali Bin Hamad Al Attiya Arena Gledatelji: 1.000 Suci: Geipel, Helbig (Njemačka) |
| 18. siječnja 2015. 19:00 | 6× 3× 1×       |         | 5× 3×        | Ali Bin Hamad Al Attiya Arena Gledatelji: 1.000 Suci: Geipel, Helbig (Njemačka) |

| 18. siječnja 2015. 19:00 | Egipat | 24:28   | Francuska   | Duhail Handball Sports Hall Gledatelji: 4.500 Suci: Krstić, Ljubič (Slovenija) |
| 18. siječnja 2015. 19:00 | Amer 5 | (11:14) | Karabatić 6 | Duhail Handball Sports Hall Gledatelji: 4.500 Suci: Krstić, Ljubič (Slovenija) |
| 18. siječnja 2015. 19:00 | 10× 3× |         | 7× 3×       | Duhail Handball Sports Hall Gledatelji: 4.500 Suci: Krstić, Ljubič (Slovenija) |

| 20. siječnja 2015. 17:00 | Češka    | 24:27   | Egipat     | Ali Bin Hamad Al Attiya Arena Gledatelji: 6.500 Suci: Al-Suwaidi, Bamutref (Katar) |
| 20. siječnja 2015. 17:00 | Hrstka 5 | (10:13) | El-Ahmar 5 | Ali Bin Hamad Al Attiya Arena Gledatelji: 6.500 Suci: Al-Suwaidi, Bamutref (Katar) |
| 20. siječnja 2015. 17:00 | 4× 3×    |         | 9× 3×      | Ali Bin Hamad Al Attiya Arena Gledatelji: 6.500 Suci: Al-Suwaidi, Bamutref (Katar) |

| 20. siječnja 2015. 19:00 | Francuska   | 26:26   | Island                     | Duhail Handball Sports Hall Gledatelji: 2.500 Suci: Santos, Fonseca (Portugal) |
| 20. siječnja 2015. 19:00 | Karabatić 6 | (12:14) | Hallgrímsson, Pálmarsson 5 | Duhail Handball Sports Hall Gledatelji: 2.500 Suci: Santos, Fonseca (Portugal) |
| 20. siječnja 2015. 19:00 | 5× 3× 1×    |         | 7× 4×                      | Duhail Handball Sports Hall Gledatelji: 2.500 Suci: Santos, Fonseca (Portugal) |

| 20. siječnja 2015. 19:00 | Švedska   | 27:19  | Alžir   | Ali Bin Hamad Al Attiya Arena Gledatelji: 1.000 Suci: Nachevski, Nikolov (Makedonija) |
| 20. siječnja 2015. 19:00 | Källman 6 | (15:6) | Daoud 6 | Ali Bin Hamad Al Attiya Arena Gledatelji: 1.000 Suci: Nachevski, Nikolov (Makedonija) |
| 20. siječnja 2015. 19:00 | 6× 3× 1×  |        | 4× 3×   | Ali Bin Hamad Al Attiya Arena Gledatelji: 1.000 Suci: Nachevski, Nikolov (Makedonija) |

| 22. siječnja 2015. 17:00 | Švedska   | 25:25   | Egipat     | Ali Bin Hamad Al Attiya Arena Gledatelji: 7.000 Suci: Milošević, Gubica (Hrvatska) |
| 22. siječnja 2015. 17:00 | Ekberg 10 | (10:10) | El-Ahmar 9 | Ali Bin Hamad Al Attiya Arena Gledatelji: 7.000 Suci: Milošević, Gubica (Hrvatska) |
| 22. siječnja 2015. 17:00 | 6× 3×     |         | 7× 3× 1×   | Ali Bin Hamad Al Attiya Arena Gledatelji: 7.000 Suci: Milošević, Gubica (Hrvatska) |

| 22. siječnja 2015. 19:00 | Island       | 25:36   | Češka    | Ali Bin Hamad Al Attiya Arena Gledatelji: 500 Suci: Lee, Koo (Koreja) |
| 22. siječnja 2015. 19:00 | Guðjónsson 5 | (11:21) | Jícha 11 | Ali Bin Hamad Al Attiya Arena Gledatelji: 500 Suci: Lee, Koo (Koreja) |
| 22. siječnja 2015. 19:00 | 7× 2×        |         | 6× 3×    | Ali Bin Hamad Al Attiya Arena Gledatelji: 500 Suci: Lee, Koo (Koreja) |

| 22. siječnja 2015. 19:00 | Alžir      | 26:32   | Francuska | Duhail Handball Sports Hall Gledatelji: 2.000 Suci: Nikolić, Stojković (Srbija) |
| 22. siječnja 2015. 19:00 | Berkous 11 | (12:19) | Guigou 7  | Duhail Handball Sports Hall Gledatelji: 2.000 Suci: Nikolić, Stojković (Srbija) |
| 22. siječnja 2015. 19:00 | 9× 3×      |         | 5× 3×     | Duhail Handball Sports Hall Gledatelji: 2.000 Suci: Nikolić, Stojković (Srbija) |

| 24. siječnja 2015. 17:00 | Egipat         | 25:28   | Island        | Ali Bin Hamad Al Attiya Arena Gledatelji: 5.500 Suci: Nikolić, Stojković (Srbija) |
| 24. siječnja 2015. 17:00 | Issa, Radwan 5 | (10:15) | Sigurðsson 13 | Ali Bin Hamad Al Attiya Arena Gledatelji: 5.500 Suci: Nikolić, Stojković (Srbija) |
| 24. siječnja 2015. 17:00 | 4× 3×          |         | 7× 2×         | Ali Bin Hamad Al Attiya Arena Gledatelji: 5.500 Suci: Nikolić, Stojković (Srbija) |

| 24. siječnja 2015. 19:00 | Alžir           | 20:36   | Češka   | Duhail Handball Sports Hall Gledatelji: 500 Suci: Hizaki, Ikebuchi (Japan) |
| 24. siječnja 2015. 19:00 | Daoud, Hamoud 5 | (10:21) | Jícha 7 | Duhail Handball Sports Hall Gledatelji: 500 Suci: Hizaki, Ikebuchi (Japan) |
| 24. siječnja 2015. 19:00 | 1× 3×           |         | 3×      | Duhail Handball Sports Hall Gledatelji: 500 Suci: Hizaki, Ikebuchi (Japan) |

| 24. siječnja 2015. 19:00 | Francuska | 27:25   | Švedska   | Ali Bin Hamad Al Attiya Arena Gledatelji: 3.000 Suci: López, Ramírez (Španjolska) |
| 24. siječnja 2015. 19:00 | Joli 9    | (11:12) | Källman 8 | Ali Bin Hamad Al Attiya Arena Gledatelji: 3.000 Suci: López, Ramírez (Španjolska) |
| 24. siječnja 2015. 19:00 | 2× 4× 1×  |         | 4× 3×     | Ali Bin Hamad Al Attiya Arena Gledatelji: 3.000 Suci: López, Ramírez (Španjolska) |

### Skupina D
|  | Momčad se kvalificirala u drugi krug |
|  | Momčad igra utakmice za plasman      |

|    | Reprezentacija    | Bod. | Ut. | Pob. | N. | Por. | Pos. | Pri. | RP  |
| -- | ----------------- | ---- | --- | ---- | -- | ---- | ---- | ---- | --- |
| 1. | Njemačka          | 9    | 5   | 4    | 1  | 0    | 150  | 124  | +26 |
| 2. | Danska            | 8    | 5   | 3    | 2  | 0    | 154  | 127  | +27 |
| 3. | Poljska           | 6    | 5   | 3    | 0  | 2    | 135  | 121  | +14 |
| 4. | Argentina         | 5    | 5   | 2    | 1  | 2    | 132  | 123  | +9  |
| 5. | Rusija            | 2    | 5   | 1    | 0  | 4    | 133  | 131  | +2  |
| 6. | Saudijska Arabija | 0    | 5   | 0    | 0  | 5    | 87   | 165  | -78 |

| 16. siječnja 2015. 13:00 | Rusija                | 27:17  | Saudijska Arabija      | Duhail Handball Sports Hall Gledatelji: 500 Suci: Hizaki, Ikebuchi (Japan) |
| 16. siječnja 2015. 13:00 | Derevenj, Žitnjikov 4 | (17:9) | Al-Abbas, Al-Hannabi 4 | Duhail Handball Sports Hall Gledatelji: 500 Suci: Hizaki, Ikebuchi (Japan) |
| 16. siječnja 2015. 13:00 | 6× 2× 1×              |        | 9× 4×                  | Duhail Handball Sports Hall Gledatelji: 500 Suci: Hizaki, Ikebuchi (Japan) |

| 16. siječnja 2015. 17:00 | Poljska    | 26:29   | Njemačka   | Lusail Sports Arena Gledatelji: 3.500 Suci: Načevski, Nikolov (Makedonija) |
| 16. siječnja 2015. 17:00 | Lijewski 7 | (13:17) | Weinhold 9 | Lusail Sports Arena Gledatelji: 3.500 Suci: Načevski, Nikolov (Makedonija) |
| 16. siječnja 2015. 17:00 | 5× 4×      |         | 6× 3×      | Lusail Sports Arena Gledatelji: 3.500 Suci: Načevski, Nikolov (Makedonija) |

| 16. siječnja 2015. 19:00 | Danska   | 24:24  | Argentina | Lusail Sports Arena Gledatelji: 1.000 Suci: Krstić, Ljubič (Slovenija) |
| 16. siječnja 2015. 19:00 | Eggert 5 | (13:8) | Pizarro 8 | Lusail Sports Arena Gledatelji: 1.000 Suci: Krstić, Ljubič (Slovenija) |
| 16. siječnja 2015. 19:00 | 7× 3×    |        | 7× 3× 1×  | Lusail Sports Arena Gledatelji: 1.000 Suci: Krstić, Ljubič (Slovenija) |

| 18. siječnja 2015. 17:00 | Argentina                      | 23:24   | Poljska                        | Duhail Handball Sports Hall Gledatelji: 3.000 Suci: Novotný, Horáček (Češka) |
| 18. siječnja 2015. 17:00 | Pizarro, Simonet, E. Simonet 5 | (12:11) | Lijewski, Krajewski, Jurecki 5 | Duhail Handball Sports Hall Gledatelji: 3.000 Suci: Novotný, Horáček (Češka) |
| 18. siječnja 2015. 17:00 | 6× 3× 1×                       |         | 7× 4×                          | Duhail Handball Sports Hall Gledatelji: 3.000 Suci: Novotný, Horáček (Češka) |

| 18. siječnja 2015. 17:00 | Njemačka     | 27:26  | Rusija     | Lusail Sports Arena Gledatelji: 600 Suci: Kliko, Johansson (Švedska) |
| 18. siječnja 2015. 17:00 | Gensheimer 9 | (9:13) | Igropulo 6 | Lusail Sports Arena Gledatelji: 600 Suci: Kliko, Johansson (Švedska) |
| 18. siječnja 2015. 17:00 | 7× 3×        |        | 8× 4×      | Lusail Sports Arena Gledatelji: 600 Suci: Kliko, Johansson (Švedska) |

| 18. siječnja 2015. 19:00 | Saudijska Arabija     | 18:38  | Danska        | Lusail Sports Arena Gledatelji: 600 Suci: Rashed, El-Sayed (Egipat) |
| 18. siječnja 2015. 19:00 | Al-Janabi, Al-Salem 4 | (6:20) | Toft Hansen 8 | Lusail Sports Arena Gledatelji: 600 Suci: Rashed, El-Sayed (Egipat) |
| 18. siječnja 2015. 19:00 | 4× 2×                 |        | 3×            | Lusail Sports Arena Gledatelji: 600 Suci: Rashed, El-Sayed (Egipat) |

| 20. siječnja 2015. 17:00 | Poljska    | 26:25   | Rusija      | Lusail Sports Arena Gledatelji: 1.000 Suci: Krstić, Ljubič (Slovenija) |
| 20. siječnja 2015. 17:00 | Rojewski 6 | (12:13) | Šiškarjov 7 | Lusail Sports Arena Gledatelji: 1.000 Suci: Krstić, Ljubič (Slovenija) |
| 20. siječnja 2015. 17:00 | 5× 3×      |         | 5× 2×       | Lusail Sports Arena Gledatelji: 1.000 Suci: Krstić, Ljubič (Slovenija) |

| 20. siječnja 2015. 17:00 | Argentina          | 32:20   | Saudijska Arabija | Duhail Handball Sports Hall Gledatelji: 1.000 Suci: Krichen, Makhlouf (Tunis) |
| 20. siječnja 2015. 17:00 | Federico Pizarro 7 | (13:11) | Al-Janabi 5       | Duhail Handball Sports Hall Gledatelji: 1.000 Suci: Krichen, Makhlouf (Tunis) |
| 20. siječnja 2015. 17:00 | 6× 4×              |         | 12× 3× 2×         | Duhail Handball Sports Hall Gledatelji: 1.000 Suci: Krichen, Makhlouf (Tunis) |

| 20. siječnja 2015. 19:00 | Danska                 | 30:30   | Njemačka   | Lusail Sports Arena Gledatelji: 2.000 Suci: López, Ramírez (Španjolska) |
| 20. siječnja 2015. 19:00 | Christiansen, Hansen 6 | (16:16) | Weinhold 8 | Lusail Sports Arena Gledatelji: 2.000 Suci: López, Ramírez (Španjolska) |
| 20. siječnja 2015. 19:00 | 3×                     |         | 5× 4×      | Lusail Sports Arena Gledatelji: 2.000 Suci: López, Ramírez (Španjolska) |

| 22. siječnja 2015. 17:00 | Poljska    | 32:13  | Saudijska Arabija | Duhail Handball Sports Hall Gledatelji: 800 Suci: Kliko, Johansson (Švedska) |
| 22. siječnja 2015. 17:00 | Syprzak 10 | (17:6) | Al-Subhi 4        | Duhail Handball Sports Hall Gledatelji: 800 Suci: Kliko, Johansson (Švedska) |
| 22. siječnja 2015. 17:00 | 3×         |        | 4× 3× 1×          | Duhail Handball Sports Hall Gledatelji: 800 Suci: Kliko, Johansson (Švedska) |

| 22. siječnja 2015. 17:00 | Njemačka   | 28:23   | Argentina   | Lusail Sports Arena Gledatelji: 5.500 Suci: Gatelis, Mažeika (Litva) |
| 22. siječnja 2015. 17:00 | Groetzki 4 | (13:14) | Fernández 6 | Lusail Sports Arena Gledatelji: 5.500 Suci: Gatelis, Mažeika (Litva) |
| 22. siječnja 2015. 17:00 | 6× 3×      |         | 6× 4×       | Lusail Sports Arena Gledatelji: 5.500 Suci: Gatelis, Mažeika (Litva) |

| 22. siječnja 2015. 19:00 | Rusija      | 28:31  | Danska    | Lusail Sports Arena Gledatelji: 10.500 Suci: Načevski, Nikolov (Makedonija) |
| 22. siječnja 2015. 19:00 | Šiškarjov 8 | (8:16) | Schmidt 9 | Lusail Sports Arena Gledatelji: 10.500 Suci: Načevski, Nikolov (Makedonija) |
| 22. siječnja 2015. 19:00 | 1× 3×       |        | 2× 3×     | Lusail Sports Arena Gledatelji: 10.500 Suci: Načevski, Nikolov (Makedonija) |

| 24. siječnja 2015. 17:00 | Saudijska Arabija         | 19:36  | Njemačka          | Lusail Sports Arena Gledatelji: 3.500 Suci: Santos, Fonseca (Portugal) |
| 24. siječnja 2015. 17:00 | Alabas, Alsalem, Alzaer 3 | (8:18) | Musche, Sellin 11 | Lusail Sports Arena Gledatelji: 3.500 Suci: Santos, Fonseca (Portugal) |
| 24. siječnja 2015. 17:00 | 6× 3×                     |        | 5× 3×             | Lusail Sports Arena Gledatelji: 3.500 Suci: Santos, Fonseca (Portugal) |

| 24. siječnja 2015. 17:00 | Rusija      | 27:30   | Argentina | Duhail Handball Sports Hall Gledatelji: 500 Suci: Al-Suwaidi, Bamutref (Katar) |
| 24. siječnja 2015. 17:00 | Šiškarjov 7 | (16:17) | Pizarro 9 | Duhail Handball Sports Hall Gledatelji: 500 Suci: Al-Suwaidi, Bamutref (Katar) |
| 24. siječnja 2015. 17:00 | 8× 3× 1×    |         | 4× 1×     | Duhail Handball Sports Hall Gledatelji: 500 Suci: Al-Suwaidi, Bamutref (Katar) |

| 24. siječnja 2015. 19:00 | Danska     | 31:27   | Poljska    | Lusail Sports Arena Gledatelji: 6.000 Suci: Milošević, Gubica (Hrvatska) |
| 24. siječnja 2015. 19:00 | Lindberg 6 | (16:12) | Rojewski 5 | Lusail Sports Arena Gledatelji: 6.000 Suci: Milošević, Gubica (Hrvatska) |
| 24. siječnja 2015. 19:00 | 5× 3×      |         | 3× 4×      | Lusail Sports Arena Gledatelji: 6.000 Suci: Milošević, Gubica (Hrvatska) |

## Izbacivanje
|  | Osmina finala       | Osmina finala |              |    | Četvrtfinale | Četvrtfinale |            |            | Polufinale | Polufinale |  |  | Finale | Finale |
|  |                     |               |              |    |              |              |            |            |            |            |  |  |        |        |
|  | 25. siječnja        |               |              |    |              |              |            |            |            |            |  |  |        |        |
|  |                     |               |              |    |              |              |            |            |            |            |  |  |        |        |
|  | Hrvatska            | 26            |              |    |              |              |            |            |            |            |  |  |        |        |
|  | Hrvatska            | 26            | 28. siječnja |    |              |              |            |            |            |            |  |  |        |        |
|  | Brazil              | 25            |              |    |              |              |            |            |            |            |  |  |        |        |
|  | Brazil              | 25            | Hrvatska     | 22 |              |              |            |            |            |            |  |  |        |        |
|  | 26. siječnja        |               | Hrvatska     | 22 |              |              |            |            |            |            |  |  |        |        |
|  |                     | Poljska       | 24           |    |              |              |            |            |            |            |  |  |        |        |
|  | Poljska             | Poljska       | 24           | 24 |              |              |            |            |            |            |  |  |        |        |
|  | Poljska             |               | 30. siječnja | 24 |              |              |            |            |            |            |  |  |        |        |
|  | Švedska             | 20            |              |    |              |              |            |            |            |            |  |  |        |        |
|  | Švedska             | 20            | Poljska      | 29 |              |              |            |            |            |            |  |  |        |        |
|  | 25. siječnja        |               | Poljska      | 29 |              |              |            |            |            |            |  |  |        |        |
|  |                     | Katar         | 31           |    |              |              |            |            |            |            |  |  |        |        |
|  | Austrija            | Katar         | 31           | 27 |              |              |            |            |            |            |  |  |        |        |
|  | Austrija            | 28. siječnja  |              | 27 |              |              |            |            |            |            |  |  |        |        |
|  | Katar               | 29            |              |    |              |              |            |            |            |            |  |  |        |        |
|  | Katar               | 29            | Katar        | 26 |              |              |            |            |            |            |  |  |        |        |
|  | 26. siječnja        |               | Katar        | 26 |              |              |            |            |            |            |  |  |        |        |
|  |                     | Njemačka      | 24           |    |              |              |            |            |            |            |  |  |        |        |
|  | Njemačka            | Njemačka      | 24           | 23 |              |              |            |            |            |            |  |  |        |        |
|  | Njemačka            |               | 1. veljače   | 23 |              |              |            |            |            |            |  |  |        |        |
|  | Egipat              | 16            |              |    |              |              |            |            |            |            |  |  |        |        |
|  | Egipat              | 16            | Katar        | 22 |              |              |            |            |            |            |  |  |        |        |
|  | 26. siječnja        |               | Katar        | 22 |              |              |            |            |            |            |  |  |        |        |
|  |                     | Francuska     | 25           |    |              |              |            |            |            |            |  |  |        |        |
|  | Island              | Francuska     | 25           | 25 |              |              |            |            |            |            |  |  |        |        |
|  | Island              | 28. siječnja  |              | 25 |              |              |            |            |            |            |  |  |        |        |
|  | Danska              | 30            |              |    |              |              |            |            |            |            |  |  |        |        |
|  | Danska              | 30            | Danska       | 24 |              |              |            |            |            |            |  |  |        |        |
|  | 25. siječnja        |               | Danska       | 24 |              |              |            |            |            |            |  |  |        |        |
|  |                     | Španjolska    | 25           |    |              |              |            |            |            |            |  |  |        |        |
|  | Španjolska          | Španjolska    | 25           | 28 |              |              |            |            |            |            |  |  |        |        |
|  | Španjolska          |               | 30. siječnja | 28 |              |              |            |            |            |            |  |  |        |        |
|  | Tunis               | 20            |              |    |              |              |            |            |            |            |  |  |        |        |
|  | Tunis               | 20            | Španjolska   | 22 |              |              |            |            |            |            |  |  |        |        |
|  | 25. siječnja        |               | Španjolska   | 22 |              |              |            |            |            |            |  |  |        |        |
|  |                     | Francuska     | 26           |    | Za 3. mjesto | Za 3. mjesto |            |            |            |            |  |  |        |        |
|  | Slovenija           | Francuska     | 26           | 30 | Za 3. mjesto | Za 3. mjesto |            |            |            |            |  |  |        |        |
|  | Slovenija           | 28. siječnja  | 28. siječnja | 30 |              |              | 1. veljače | 1. veljače |            |            |  |  |        |        |
|  | Sjeverna Makedonija | 28. siječnja  | 28. siječnja | 28 |              |              | 1. veljače | 1. veljače |            |            |  |  |        |        |
|  | Sjeverna Makedonija | Slovenija     | 23           | 28 | Poljska      | 29           |            |            |            |            |  |  |        |        |
|  | 26. siječnja        | Slovenija     | 23           |    | Poljska      | 29           |            |            |            |            |  |  |        |        |
|  |                     | Francuska     | 32           |    | Španjolska   | 28           |            |            |            |            |  |  |        |        |
|  | Francuska           | Francuska     | 32           | 33 | Španjolska   | 28           |            |            |            |            |  |  |        |        |
|  | Francuska           |               |              | 33 |              |              |            |            |            |            |  |  |        |        |
|  | Argentina           | 20            |              |    |              |              |            |            |            |            |  |  |        |        |
|  | Argentina           | 20            |              |    |              |              |            |            |            |            |  |  |        |        |

### Osmina završnice
| 25. siječnja 2015. 16:30 | Austrija | 27:29   | Katar      | Lusail Sports Arena Gledatelji: 12.200 Suci: Milošević, Gubica (Hrvatska) |
| 25. siječnja 2015. 16:30 | Weber 8  | (14:13) | Marković 8 | Lusail Sports Arena Gledatelji: 12.200 Suci: Milošević, Gubica (Hrvatska) |
| 25. siječnja 2015. 16:30 | 7× 4×    |         | 4× 2×      | Lusail Sports Arena Gledatelji: 12.200 Suci: Milošević, Gubica (Hrvatska) |

| 25. siječnja 2015. 16:30 | Slovenija | 30:28   | Sjeverna Makedonija    | Ali Bin Hamad Al Attiya Arena Gledatelji: 800 Suci: Gatelis, Mažeika (Litva) |
| 25. siječnja 2015. 16:30 | Gajić 9   | (16:15) | Georgievski, Lazarov 7 | Ali Bin Hamad Al Attiya Arena Gledatelji: 800 Suci: Gatelis, Mažeika (Litva) |
| 25. siječnja 2015. 16:30 | 9× 4×     |         | 4× 3× 1×               | Ali Bin Hamad Al Attiya Arena Gledatelji: 800 Suci: Gatelis, Mažeika (Litva) |

| 25. siječnja 2015. 19:00 | Hrvatska  | 26:25   | Brazil  | Ali Bin Hamad Al Attiya Arena Gledatelji: 800 Suci: Al-Suwaidi, Bamutref (Katar) |
| 25. siječnja 2015. 19:00 | Kopljar 5 | (13:15) | Silva 5 | Ali Bin Hamad Al Attiya Arena Gledatelji: 800 Suci: Al-Suwaidi, Bamutref (Katar) |
| 25. siječnja 2015. 19:00 | 1×        |         | 5× 2×   | Ali Bin Hamad Al Attiya Arena Gledatelji: 800 Suci: Al-Suwaidi, Bamutref (Katar) |

| 25. siječnja 2015. 19:00 | Španjolska | 28:20  | Tunis       | Lusail Sports Arena Gledatelji: 5.500 Suci: Načevski, Nikolov (Makedonija) |
| 25. siječnja 2015. 19:00 | Ugalde 6   | (18:9) | Boughanmi 5 | Lusail Sports Arena Gledatelji: 5.500 Suci: Načevski, Nikolov (Makedonija) |
| 25. siječnja 2015. 19:00 | 5× 3×      |        | 3×          | Lusail Sports Arena Gledatelji: 5.500 Suci: Načevski, Nikolov (Makedonija) |

| 26. siječnja 2015. 16:30 | Poljska                | 24:20   | Švedska    | Ali Bin Hamad Al Attiya Arena Gledatelji: 1.500 Suci: Krstić, Ljubič (Slovenija) |
| 26. siječnja 2015. 16:30 | B.Jurecki, M.Jurecki 5 | (10:11) | Petersen 5 | Ali Bin Hamad Al Attiya Arena Gledatelji: 1.500 Suci: Krstić, Ljubič (Slovenija) |
| 26. siječnja 2015. 16:30 | 3× 2×                  |         | 6× 3×      | Ali Bin Hamad Al Attiya Arena Gledatelji: 1.500 Suci: Krstić, Ljubič (Slovenija) |

| 26. siječnja 2015. 16:30 | Njemačka     | 23:16  | Egipat           | Lusail Sports Arena Gledatelji: 12.500 Suci: Novotný, Horáček (Češka) |
| 26. siječnja 2015. 16:30 | Gensheimer 6 | (12:8) | El-Ahmar, Issa 4 | Lusail Sports Arena Gledatelji: 12.500 Suci: Novotný, Horáček (Češka) |
| 26. siječnja 2015. 16:30 | 7× 3×        |        | 5× 3× 1×         | Lusail Sports Arena Gledatelji: 12.500 Suci: Novotný, Horáček (Češka) |

| 26. siječnja 2015. 19:00 | Island      | 25:30   | Danska          | Lusail Sports Arena Gledatelji: 3.000 Suci: Reveret, Pichon (Francuska) |
| 26. siječnja 2015. 19:00 | Petersson 7 | (10:16) | Lauge Schmidt 6 | Lusail Sports Arena Gledatelji: 3.000 Suci: Reveret, Pichon (Francuska) |
| 26. siječnja 2015. 19:00 | 2× 4×       |         | 5× 3×           | Lusail Sports Arena Gledatelji: 3.000 Suci: Reveret, Pichon (Francuska) |

| 26. siječnja 2015. 19:00 | Francuska | 33:20  | Argentina | Ali Bin Hamad Al Attiya Arena Gledatelji: 1.500 Suci: Gjeding, Hansen (Danska) |
| 26. siječnja 2015. 19:00 | Porte 6   | (16:6) | Carou 4   | Ali Bin Hamad Al Attiya Arena Gledatelji: 1.500 Suci: Gjeding, Hansen (Danska) |
| 26. siječnja 2015. 19:00 | 4× 2×     |        | 1× 2×     | Ali Bin Hamad Al Attiya Arena Gledatelji: 1.500 Suci: Gjeding, Hansen (Danska) |

### Četvrtzavršnica
| 28. siječnja 2015. 16:30 | Hrvatska           | 22:24   | Poljska      | Ali Bin Hamad Al Attiya Arena Gledatelji: 1.500 Suci: Gjeding, Hansen (Danska) |
| 28. siječnja 2015. 16:30 | Duvnjak, Kopljar 5 | (10:12) | Jurkiewicz 6 | Ali Bin Hamad Al Attiya Arena Gledatelji: 1.500 Suci: Gjeding, Hansen (Danska) |
| 28. siječnja 2015. 16:30 | 3×                 |         | 3× 4×        | Ali Bin Hamad Al Attiya Arena Gledatelji: 1.500 Suci: Gjeding, Hansen (Danska) |

| 28. siječnja 2015. 16:30 | Katar    | 26:24   | Njemačka     | Lusail Sports Arena Gledatelji: 15.000 Suci: Načevski, Nikolov (Makedonija) |
| 28. siječnja 2015. 16:30 | Capote 8 | (18:14) | Gensheimer 5 | Lusail Sports Arena Gledatelji: 15.000 Suci: Načevski, Nikolov (Makedonija) |
| 28. siječnja 2015. 16:30 | 2× 3×    |         | 3× 4×        | Lusail Sports Arena Gledatelji: 15.000 Suci: Načevski, Nikolov (Makedonija) |

| 28. siječnja 2015. 19:00 | Danska           | 24:25   | Španjolska      | Lusail Sports Arena Gledatelji: 9.000 Suci: Geipel, Helbig (Njemačka) |
| 28. siječnja 2015. 19:00 | Eggert, Hansen 6 | (11:11) | Rivera Folch 10 | Lusail Sports Arena Gledatelji: 9.000 Suci: Geipel, Helbig (Njemačka) |
| 28. siječnja 2015. 19:00 | 3× 4×            |         | 3×              | Lusail Sports Arena Gledatelji: 9.000 Suci: Geipel, Helbig (Njemačka) |

| 28. siječnja 2015. 19:00 | Slovenija   | 23:32   | Francuska  | Ali Bin Hamad Al Attiya Arena Gledatelji: 2.500 Suci: Novotný, Horáček (Češka) |
| 28. siječnja 2015. 19:00 | L. Žvižej 6 | (10:18) | Narcisse 6 | Ali Bin Hamad Al Attiya Arena Gledatelji: 2.500 Suci: Novotný, Horáček (Češka) |
| 28. siječnja 2015. 19:00 | 5× 4×       |         | 2×         | Ali Bin Hamad Al Attiya Arena Gledatelji: 2.500 Suci: Novotný, Horáček (Češka) |

### Poluzavršnica
| 30. siječnja 2015. 16:30 | Poljska   | 29:31   | Katar             | Lusail Sports Arena Gledatelji: 15.000 Suci: Nikolić, Stojković (Srbija) |
| 30. siječnja 2015. 16:30 | Jurecki 9 | (13:16) | Capote, Mallash 6 | Lusail Sports Arena Gledatelji: 15.000 Suci: Nikolić, Stojković (Srbija) |
| 30. siječnja 2015. 16:30 | 5× 3×     |         | 2× 3×             | Lusail Sports Arena Gledatelji: 15.000 Suci: Nikolić, Stojković (Srbija) |

| 30. siječnja 2015. 19:00 | Španjolska         | 22:26   | Francuska | Lusail Sports Arena Gledatelji: 9.000 Suci: Krstić, Ljubič (Slovenija) |
| 30. siječnja 2015. 19:00 | Ugalde, Cañellas 5 | (14:18) | Guigou 5  | Lusail Sports Arena Gledatelji: 9.000 Suci: Krstić, Ljubič (Slovenija) |
| 30. siječnja 2015. 19:00 | 3×                 |         | 3×        | Lusail Sports Arena Gledatelji: 9.000 Suci: Krstić, Ljubič (Slovenija) |

### Utakmica za 3. mjesto
| 1. veljače 2015. 14:30 | Poljska | 29:28 (7m) | Španjolska | Lusail Sports Arena Gledatelji: 9.400 Suci: Gjeding, Hansen (Danska) |
| 1. veljače 2015. 14:30 | Szyba 8 | (13:13)    | Tomás 7    | Lusail Sports Arena Gledatelji: 9.400 Suci: Gjeding, Hansen (Danska) |
| 1. veljače 2015. 14:30 | 4× 3×   |            | 1× 2×      | Lusail Sports Arena Gledatelji: 9.400 Suci: Gjeding, Hansen (Danska) |

### Završnica
| 1. veljače 2015. 17:15 | Katar      | 22:25   | Francuska   | Lusail Sports Arena Gledatelji: 15.000 Suci: Novotný, Horáček (Češka) |
| 1. veljače 2015. 17:15 | Marković 7 | (11:14) | Karabatić 5 | Lusail Sports Arena Gledatelji: 15.000 Suci: Novotný, Horáček (Češka) |
| 1. veljače 2015. 17:15 | 4× 3×      |         | 2× 4×       | Lusail Sports Arena Gledatelji: 15.000 Suci: Novotný, Horáček (Češka) |

## Utakmice za plasman 21. – 24. mjesto
|  | Polufinale        | Polufinale        |    |              | Finale       | Finale |
|  |                   |                   |    |              |              |        |
|  | 26. siječnja      |                   |    |              |              |        |
|  | Čile              | 31                |    |              |              |        |
|  | Iran              | 32                |    |              |              |        |
|  |                   |                   |    |              |              |        |
|  |                   |                   |    |              | 27. siječnja |        |
|  |                   |                   |    |              | Iran         | 26     |
|  |                   | Saudijska Arabija | 22 |              |              |        |
|  |                   |                   |    |              |              |        |
|  |                   |                   |    |              |              |        |
|  |                   |                   |    |              | Treće mjesto |        |
|  | 26. siječnja      | 26. siječnja      |    | 27. siječnja | 27. siječnja |        |
|  | Alžir             | 25                |    | Čile         | 30 (7m.)     |        |
|  | Saudijska Arabija | 27                |    |              | Alžir        | 28     |

Utakmice za 21. – 24. mjesto poluzavršnica
| 26. siječnja 2015. 11:00 | Čile          | 31:32   | Iran                       | Duhail Handball Sports Hall Gledatelji: 100 Suci: Hizaki, Ikebuchi (Japan) |
| 26. siječnja 2015. 11:00 | R. Salinas 18 | (15:17) | Mousavi, A.Esteki, Kiani 5 | Duhail Handball Sports Hall Gledatelji: 100 Suci: Hizaki, Ikebuchi (Japan) |
| 26. siječnja 2015. 11:00 | 2×            |         | 4× 3× 1×                   | Duhail Handball Sports Hall Gledatelji: 100 Suci: Hizaki, Ikebuchi (Japan) |

| 26. siječnja 2015. 13:00 | Alžir    | 25:27   | Saudijska Arabija | Duhail Handball Sports Hall Gledatelji: 100 Suci: Kliko, Johansson (Švedska) |
| 26. siječnja 2015. 13:00 | Hamoud 9 | (14:12) | Al-Salem 5        | Duhail Handball Sports Hall Gledatelji: 100 Suci: Kliko, Johansson (Švedska) |
| 26. siječnja 2015. 13:00 | 6× 2× 1× |         | 7× 3×             | Duhail Handball Sports Hall Gledatelji: 100 Suci: Kliko, Johansson (Švedska) |

Utakmica za 23. mjesto
| 27. siječnja 2015. 11:00 | Čile          | 30:28 (7m) | Alžir     | Duhail Handball Sports Hall Gledatelji: 100 Suci: Santos, Fonseca (Portugal) |
| 27. siječnja 2015. 11:00 | R. Salinas 11 | (10:16)    | Hamoud 12 | Duhail Handball Sports Hall Gledatelji: 100 Suci: Santos, Fonseca (Portugal) |
| 27. siječnja 2015. 11:00 | 4×            |            | 7× 2×     | Duhail Handball Sports Hall Gledatelji: 100 Suci: Santos, Fonseca (Portugal) |

Utakmica za 21. mjesto
| 27. siječnja 2015. 13:00 | Iran        | 26:22   | Saudijska Arabija | Duhail Handball Sports Hall Gledatelji: 150 Suci: Menezes, Pinto (Brazil) |
| 27. siječnja 2015. 13:00 | A. Esteki 6 | (15:10) | Al-Abdulali 6     | Duhail Handball Sports Hall Gledatelji: 150 Suci: Menezes, Pinto (Brazil) |
| 27. siječnja 2015. 13:00 | 5× 2× 1×    |         | 6× 3×             | Duhail Handball Sports Hall Gledatelji: 150 Suci: Menezes, Pinto (Brazil) |

## Utakmice za plasman 17. – 20. mjesto
|  | Polufinale          | Polufinale   |          |                     | Finale       | Finale |
|  |                     |              |          |                     |              |        |
|  | 26. siječnja        |              |          |                     |              |        |
|  | Bjelorusija         | 37           |          |                     |              |        |
|  | Bosna i Hercegovina | 29           |          |                     |              |        |
|  |                     |              |          |                     |              |        |
|  |                     |              |          |                     | 27. siječnja |        |
|  |                     |              |          |                     | Bjelorusija  | 31     |
|  |                     | Češka        | 32 (7m.) |                     |              |        |
|  |                     |              |          |                     |              |        |
|  |                     |              |          |                     |              |        |
|  |                     |              |          |                     | Treće mjesto |        |
|  | 26. siječnja        | 26. siječnja |          | 27. siječnja        | 27. siječnja |        |
|  | Češka               | 32           |          | Bosna i Hercegovina | 28           |        |
|  | Rusija              | 30           |          |                     | Rusija       | 42     |

Utakmice za plasman 17. – 20. mjesto poluzavršnica
| 26. siječnja 2015. 15:00 | Bjelorusija | 37:29   | Bosna i Hercegovina | Duhail Handball Sports Hall Gledatelji: 300 Suci: Menezes, Pinto (Brazil) |
| 26. siječnja 2015. 15:00 | S.Rutenka 9 | (20:16) | Burić 6             | Duhail Handball Sports Hall Gledatelji: 300 Suci: Menezes, Pinto (Brazil) |
| 26. siječnja 2015. 15:00 | 6× 3×       |         | 4× 3×               | Duhail Handball Sports Hall Gledatelji: 300 Suci: Menezes, Pinto (Brazil) |

| 26. siječnja 2015. 17:00 | Češka      | 32:30   | Rusija     | Duhail Handball Sports Hall Gledatelji: 300 Suci: Krichen, Makhlouf (Tunis) |
| 26. siječnja 2015. 17:00 | Zdráhala 8 | (16:15) | Derevenj 8 | Duhail Handball Sports Hall Gledatelji: 300 Suci: Krichen, Makhlouf (Tunis) |
| 26. siječnja 2015. 17:00 | 6× 4× 1×   |         | 6× 1×      | Duhail Handball Sports Hall Gledatelji: 300 Suci: Krichen, Makhlouf (Tunis) |

Utakmica za 19. mjesto
| 27. siječnja 2015. 15:00 | Bosna i Hercegovina | 28:42   | Rusija     | Duhail Handball Sports Hall Gledatelji: 200 Suci: Hizaki, Ikebuchi (Japan) |
| 27. siječnja 2015. 15:00 | Malinović 6         | (16:20) | Kovaljov 6 | Duhail Handball Sports Hall Gledatelji: 200 Suci: Hizaki, Ikebuchi (Japan) |
| 27. siječnja 2015. 15:00 | 6× 3×               |         | 6× 2×      | Duhail Handball Sports Hall Gledatelji: 200 Suci: Hizaki, Ikebuchi (Japan) |

Utakmica za 17. mjesto
| 27. siječnja 2015. 17:00 | Bjelorusija   | 31:32 (7m) | Češka                            | Duhail Handball Sports Hall Gledatelji: 300 Suci: Rased, El-Sayed (Egipat) |
| 27. siječnja 2015. 17:00 | S. Rutenka 12 | (13:14)    | Hrstka, Jicha, Babak, Zdrahala 6 | Duhail Handball Sports Hall Gledatelji: 300 Suci: Rased, El-Sayed (Egipat) |
| 27. siječnja 2015. 17:00 | 5× 3×         |            | 3×                               | Duhail Handball Sports Hall Gledatelji: 300 Suci: Rased, El-Sayed (Egipat) |

## Utakmice za plasman 5. – 8. mjesto
|  | Polufinale   | Polufinale   |    |              | Finale       | Finale |
|  |              |              |    |              |              |        |
|  | 30. siječnja |              |    |              |              |        |
|  | Hrvatska     | 28           |    |              |              |        |
|  | Njemačka     | 23           |    |              |              |        |
|  |              |              |    |              |              |        |
|  |              |              |    |              | 31. siječnja |        |
|  |              |              |    |              | Hrvatska     | 24     |
|  |              | Danska       | 28 |              |              |        |
|  |              |              |    |              |              |        |
|  |              |              |    |              |              |        |
|  |              |              |    |              | Treće mjesto |        |
|  | 30. siječnja | 30. siječnja |    | 31. siječnja | 31. siječnja |        |
|  | Danska       | 36           |    | Njemačka     | 30           |        |
|  | Slovenija    | 33           |    |              | Slovenija    | 27     |

Utakmice za plasman 5. – 8. mjesto poluzavršnica
| 30. siječnja 2015. 14:00 | Hrvatska | 28:23   | Njemačka                 | Ali Bin Hamad Al Attiya Arena Gledatelji: 800 Suci: López, Ramírez (Španjolska) |
| 30. siječnja 2015. 14:00 | Štrlek 8 | (13:11) | Gensheimer, Schöngarth 6 | Ali Bin Hamad Al Attiya Arena Gledatelji: 800 Suci: López, Ramírez (Španjolska) |
| 30. siječnja 2015. 14:00 | 2× 3×    |         | 2× 4×                    | Ali Bin Hamad Al Attiya Arena Gledatelji: 800 Suci: López, Ramírez (Španjolska) |

| 30. siječnja 2015. 16:30 | Danska         | 36:33   | Slovenija | Ali Bin Hamad Al Attiya Arena Gledatelji: 500 Suci: Al-Suwaidi, Bamutref (Katar) |
| 30. siječnja 2015. 16:30 | Svan Hansen 13 | (19:15) | Gajić 12  | Ali Bin Hamad Al Attiya Arena Gledatelji: 500 Suci: Al-Suwaidi, Bamutref (Katar) |
| 30. siječnja 2015. 16:30 | 4× 3×          |         | 5× 2×     | Ali Bin Hamad Al Attiya Arena Gledatelji: 500 Suci: Al-Suwaidi, Bamutref (Katar) |

Utakmica za 7. mjesto
| 31. siječnja 2015. 14:30 | Njemačka      | 30:27   | Slovenija | Lusail Sports Arena Gledatelji: 1.000 Suci: Novotný, Horáček (Češka) |
| 31. siječnja 2015. 14:30 | Gensheimer 13 | (16:14) | Natek 9   | Lusail Sports Arena Gledatelji: 1.000 Suci: Novotný, Horáček (Češka) |
| 31. siječnja 2015. 14:30 | 3×            |         | 3× 1×     | Lusail Sports Arena Gledatelji: 1.000 Suci: Novotný, Horáček (Češka) |

Utakmica za 5. mjesto
| 31. siječnja 2015. 17:15 | Hrvatska                        | 24:28   | Danska   | Lusail Sports Arena Gledatelji: 3.000 Suci: López, Ramírez (Španjolska) |
| 31. siječnja 2015. 17:15 | Duvnjak, Stepančić, Slišković 4 | (11:15) | Hansen 8 | Lusail Sports Arena Gledatelji: 3.000 Suci: López, Ramírez (Španjolska) |
| 31. siječnja 2015. 17:15 | 3×                              |         | 3×       | Lusail Sports Arena Gledatelji: 3.000 Suci: López, Ramírez (Španjolska) |

## Konačni poredak
| Konačni poredak         | Konačni poredak | Konačni poredak |
| ----------------------- | --------------- | --------------- |
| Francuska               |                 |                 |
| Katar                   |                 |                 |
| Poljska                 |                 |                 |
| 4. Španjolska           |                 |                 |
| 5. Danska               |                 |                 |
| 6. Hrvatska             |                 |                 |
| 7. Njemačka             |                 |                 |
| 8. Slovenija            |                 |                 |
| 9. Sjeverna Makedonija  |                 |                 |
| 10. Švedska             |                 |                 |
| 11. Island              |                 |                 |
| 12. Argentina           |                 |                 |
| 13. Austrija            |                 |                 |
| 14. Egipat              |                 |                 |
| 15. Tunis               |                 |                 |
| 16. Brazil              |                 |                 |
| 17. Češka               |                 |                 |
| 18. Bjelorusija         |                 |                 |
| 19. Rusija              |                 |                 |
| 20. Bosna i Hercegovina |                 |                 |
| 21. Iran                |                 |                 |
| 22. Saudijska Arabija   |                 |                 |
| 23. Čile                |                 |                 |
| 24. Alžir               |                 |                 |

### Najbolji strijelci
| Mjesto | Ime i prezime         | Reprezentacija      | Golovi | Udarci | %  |
| ------ | --------------------- | ------------------- | ------ | ------ | -- |
| 1.     | Dragan Gajič          | Slovenija           | 71     | 93     | 76 |
| 2.     | Žarko Marković        | Katar               | 67     | 127    | 53 |
| 3.     | Uwe Gensheimer        | Njemačka            | 54     | 72     | 75 |
| 4.     | Rodrigo Salinas Muñoz | Čile                | 52     | 92     | 57 |
| 5.     | Rafael Capote         | Katar               | 48     | 78     | 62 |
| 6.     | Valero Rivera Folch   | Španjolska          | 47     | 58     | 81 |
| 7.     | Kiril Lazarov         | Sjeverna Makedonija | 45     | 78     | 58 |
| 8.     | Siarhei Rutenka       | Bjelorusija         | 43     | 75     | 57 |
| 9.     | Robert Weber          | Austrija            | 42     | 61     | 69 |
| 10.    | Ivan Čupić            | Hrvatska            | 41     | 53     | 77 |

Source: IHF.info  Arhivirana inačica izvorne stranice od 22. siječnja 2015. (Wayback Machine)

### Najbolji vratari
Source: IHF.info  Arhivirana inačica izvorne stranice od 1. veljače 2015. (Wayback Machine)
| Mjesto | Ime i prezime           | Reprezentacija | %  | Obrane | Udarci |
| ------ | ----------------------- | -------------- | -- | ------ | ------ |
| 1.     | Carsten Lichtlein       | Njemačka       | 38 | 57     | 152    |
| 2.     | Filip Ivić              | Hrvatska       | 37 | 44     | 119    |
| 2.     | Thierry Omeyer          | Francuska      | 37 | 105    | 283    |
| 2.     | Gonzalo Pérez de Vargas | Španjolska     | 37 | 97     | 259    |
| 5.     | Mattias Andersson       | Švedska        | 36 | 53     | 147    |
| 5.     | Danijel Šarić           | Katar          | 36 | 75     | 206    |
| 5.     | Petr Štochl             | Češka          | 36 | 75     | 210    |
| 8.     | Jannick Green           | Danska         | 35 | 47     | 135    |
| 8.     | Silvio Heinevetter      | Njemačka       | 35 | 67     | 193    |
| 8.     | Nikola Marinovic        | Austrija       | 35 | 52     | 150    |

## Vanjske poveznice
- (engl.) Svjetsko prvenstvo u Kataru